# Edgar Henrichsen
Edgar Henrichsen (19. januar 1879 i København – 24. august 1955) var en dansk organist og komponist. Han var bror til Roger Henrichsen.
Edgar Henrichsen var uddannet telegrafist, men valgte derefter at studere musik. Han blev orgelelev af Gustav Helsted og studerede videre hos Alexandre Guilmant i Paris. Fra 1904 var han organist ved St. Heddinge Kirke, men fra 1907 blev han kantor og fra 1910-1947 organist ved Trinitatis Kirke i København. Samtidig var han lærer ved Det Kgl. Danske Musikkonservatorium fra 1924 til 1942.

## Musik
- op. 1 Sonate for violin og klaver (1900)
- op. 2 Quatre pièces (orgel 1914)
- op. 3 Koncertouverture (orkester)
- op. 4 Fem klaverstykker (1901)
- op. 5 Kirkekantate (soli, kor og orgel 1904)
- Symphonisk Lystspilouverture (orkester)